# استان شیانگخوانگ
استان شیانگخوانگ (به لاتین: Xiangkhouang Province) یک استان در لائوس است که در شرق این کشور واقع شده‌است.

## خصوصیات
استان شیانگخوانگ ۱۶٬۳۵۸ کیلومترمربع مساحت و ۲۴۰٬۵۹۱ نفر جمعیت دارد.